# Sainte-Juliette-sur-Viaur
Sainte-Juliette-sur-Viaur är en kommun i departementet Aveyron i regionen Occitanien i södra Frankrike. Kommunen ligger  i kantonen Cassagnes-Bégonhès som ligger i arrondissementet Rodez. År 2022 hade Sainte-Juliette-sur-Viaur 634 invånare.

## Befolkningsutveckling
Antalet invånare i kommunen Sainte-Juliette-sur-Viaur
Referens: INSEE